# Pouteria villamilii
Pouteria villamilii (tiếng Anh thường gọi là White Nato) là một loài thực vật thuộc họ Sapotaceae. Đây là loài đặc hữu của Philippines. Chúng hiện đang bị đe dọa vì mất môi trường sống.